# Liste des gouverneurs du Pays des Illinois et de Haute-Louisiane

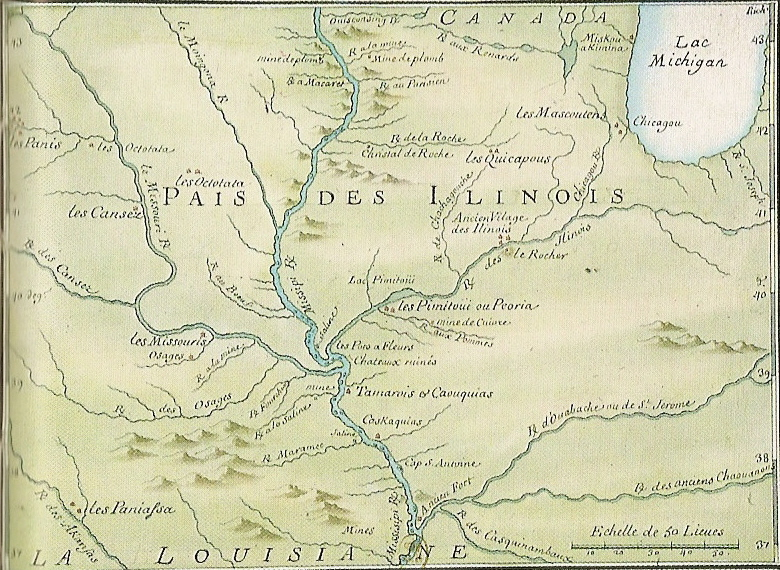
Carte du Pays des Illinois à l'époque de la Nouvelle-France et de la Louisiane française.

Liste des gouverneurs du Pays des Illinois et de la Haute-Louisiane, depuis sa fondation par les premiers colons français et Canadiens français venus s’installés dans cette région de la Nouvelle-France dès la fin du XVIIe siècle jusqu’à la vente de la Louisiane en 1803 par Napoléon Ier aux États-Unis. Ces gouverneurs dépendirent au début du gouverneur-général de la Nouvelle-France, puis du gouverneur de la Louisiane française, d'abord sous le régime de la Compagnie des Indes, puis, après la révolte des Natchez, sous l'autorité royale (1er juillet 1731). Après le traité de Paris de 1763, la France perd le Canada au profit des autorités anglaises et la Louisiane française au profit des autorités espagnoles, sous le nom de Louisiane espagnole. Après la vente de la Louisiane par Napoléon Ier aux États-Unis en décembre 1803, la Haute-Louisiane est remise aux autorités américaines en mars 1804.

## Subordonnés au Gouverneur de laNouvelle-France

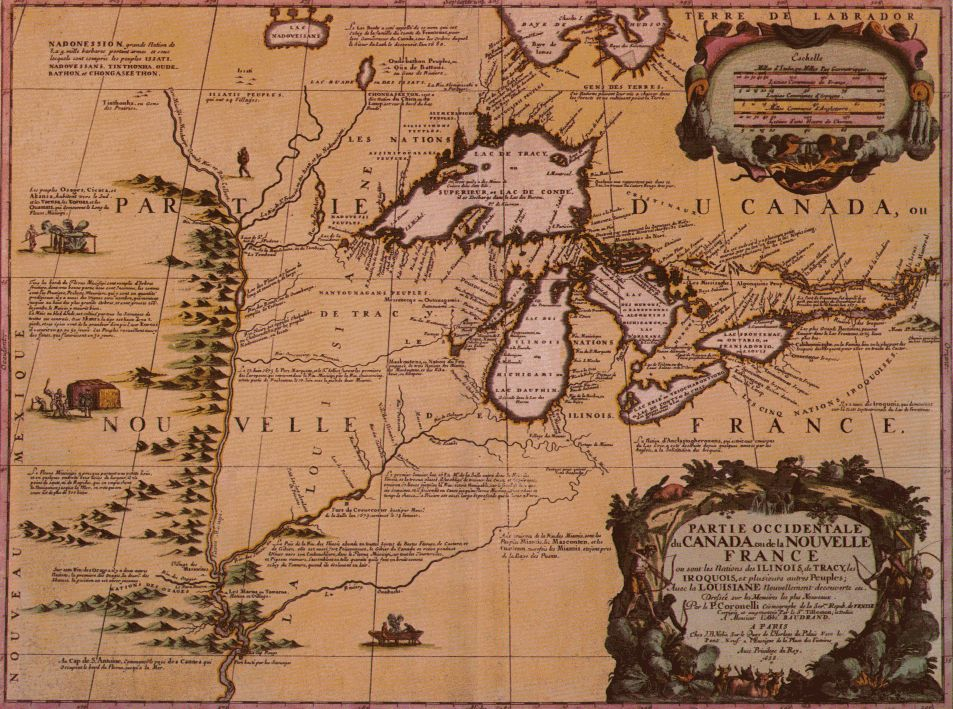
Carte de la partie occidentale du Canada et de la Nouvelle-France.

| N° | Gouverneur                       | Prise de fonction | Fin de fonction |
| -- | -------------------------------- | ----------------- | --------------- |
| 1  | René-Robert Cavelier de La Salle | 1678              | 1683            |
| 2  | Henri de Tonti                   | 1683              | Intérim         |
| 3  | Louis-Henri de Baugy             | 1683              | 1684            |
| 4  | François Dauphin de la Forest    | 1684              | 1702            |
| 5  | Pierre-Charles de Liette         | 1702              | 1718            |

## Subordonnés à laLouisiane française

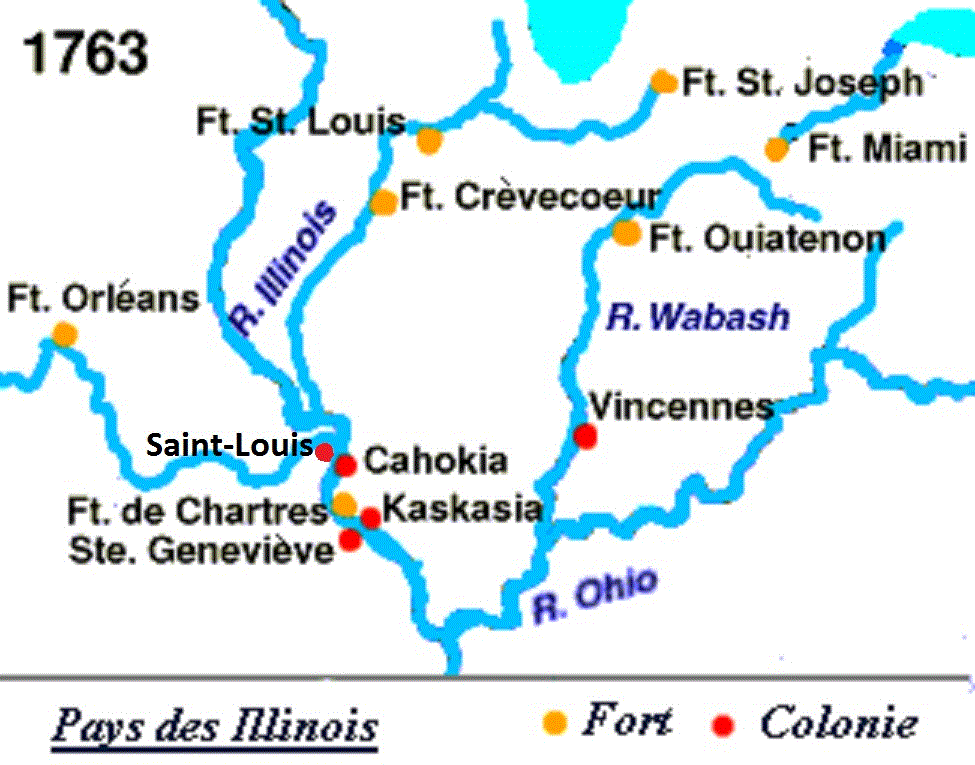
Carte des villages et des forts aux Pays des Illinois ou Haute-Louisiane.

| N° | Gouverneur                               | Prise de fonction | Fin de fonction |
| -- | ---------------------------------------- | ----------------- | --------------- |
| 1  | Pierre Dugué de Boisbriant               | 1718              | 1723            |
| 2  | Claude Charles Du Tisné                  | 1723              | 1730            |
| 3  | Robert Groston de Saint-Ange (en)        | 1730              | 1734            |
| 4  | Pierre d’Artaguiette                     | 1734              | 1736            |
| 5  | Alphonse de La Buissonnière              | 1737              | 1740            |
| 6  | Jean-Baptiste Benoit de Saint-Clair      | 1740              | 1742 (intérim)  |
| 7  | Claude de Bertet                         | 1742              | 1749            |
| 8  | Jean-Baptiste Benoit de Saint-Clair      | 1749              | 1751 (intérim)  |
| 9  | Barthélemy de Macarty Mactigue           | 1751              | 1760            |
| 10 | Pierre Joseph Neyon de Villiers          | 1760              | 1764            |
| 11 | Louis Groston de Bellerive de Saint Ange | 1764              | 1770            |

## Subordonnés à laLouisiane espagnole
| N° | Gouverneur                 | Prise de fonction | Fin de fonction |
| -- | -------------------------- | ----------------- | --------------- |
| 1  | Pedro Piernas              | 1770              | 1775            |
| 2  | François Cruzat            | 1775              | 1778            |
| 3  | Fernando de Leyba          | 1778              | 1780            |
| 4  | François Cruzat            | 1780              | 1787            |
| 5  | Manuel Pérez (en)          | 1787              | 1793            |
| 6  | Zénon Trudeau              | 1793              | 1799            |
| 7  | Charles de Hault de Lassus | 1799              | 1804            |

## Subordonnés auxÉtats-Unis
La Haute-Louisiane est transférée des autorités espagnoles à celles de la France le 9 mars 1804, puis le 10 mars 1804 de la France aux États-Unis lors de la Journée des trois drapeaux. 
En 1805, les autorités américaines modifient le territoire de la Haute-Louisiane en Territoire de Louisiane. Le premier gouverneur américain est James Wilkinson, auquel lui succèdent Meriwether Lewis et William Clark, ce dernier devenant ensuite gouverneur du Territoire de Louisiane puis gouverneur du territoire du Missouri jusqu'en 1821, date à laquelle ce territoire est disloqué en plusieurs États.
| N° | Gouverneur    | Prise de fonction | Fin de fonction |
| -- | ------------- | ----------------- | --------------- |
| 1  | Amos Stoddard | 1804              | 1804            |